# Myotis annatessae
Myotis annatessae és una espècie de ratpenats de la família dels vespertiliònids. Viu a Laos i el Vietnam a altituds d'entre 200 i 1.300 msnm. El seu hàbitat natural són els boscos. Es desconeix si hi ha cap amenaça significativa per a la supervivència d'aquesta espècie. Fou anomenat en honor d'Anna Tess, filla d'Aleksandr Borissenko, un dels científics que el descrigueren.